# Senftenberg
Senftenberg (în sorabă de jos Zły Komorow) este o comună din landul Brandenburg, Germania.
 Marca de Luzacia 1279–1368

 Regatul Boemiei 1368–1448

 Principatul Saxoniei 1448–1697

 Polonia–Saxonia 1697–1706

 Principatul Saxoniei 1706–1709

 Polonia–Saxonia 1709–1763

 Principatul Saxoniei 1763–1806

 Regatul Saxoniei 1806–1815

 Regatul Prusiei 1815–1871

 Imperiul German 1871–1918

 Republica de la Weimar 1918–1933

 Imperiul German 1933–1945

 Zonele aliate de ocupație din Germania 1945–1949

 Republica Democrată Germană 1949–1990

 Republica Federală Germană 1990–prezent 

## Galerie de imagini

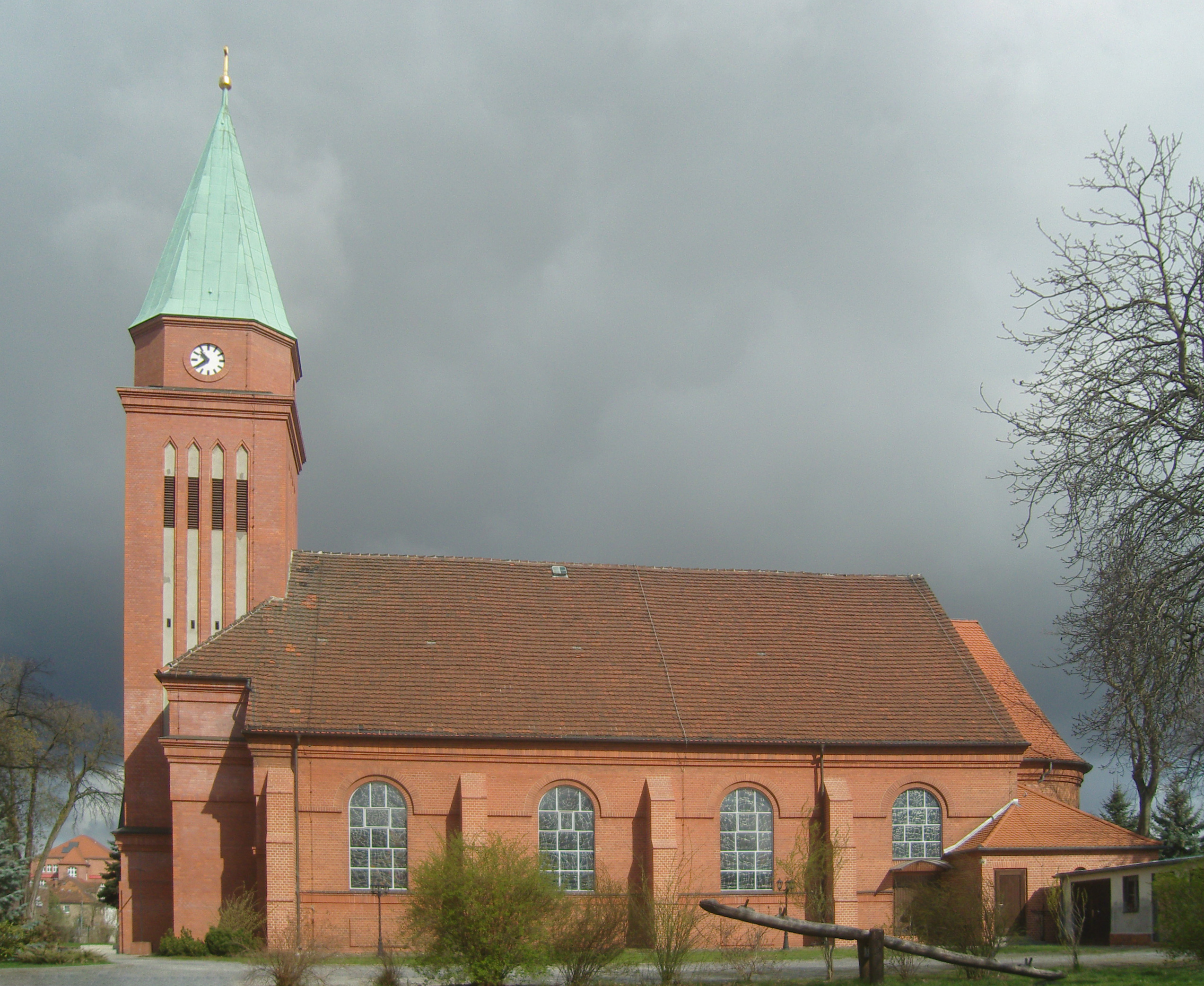
Biserica Catolică
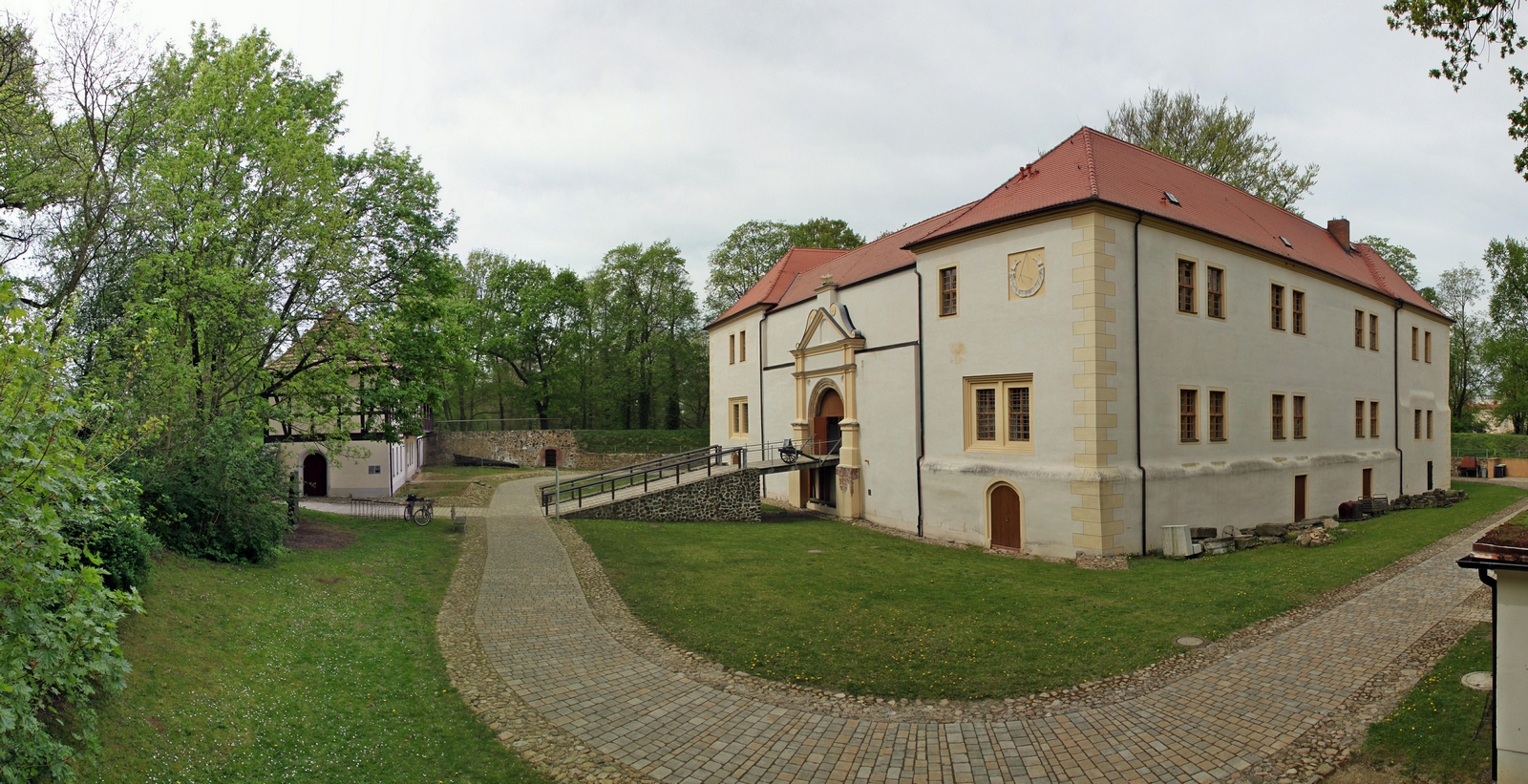
Castelul Senftenberg
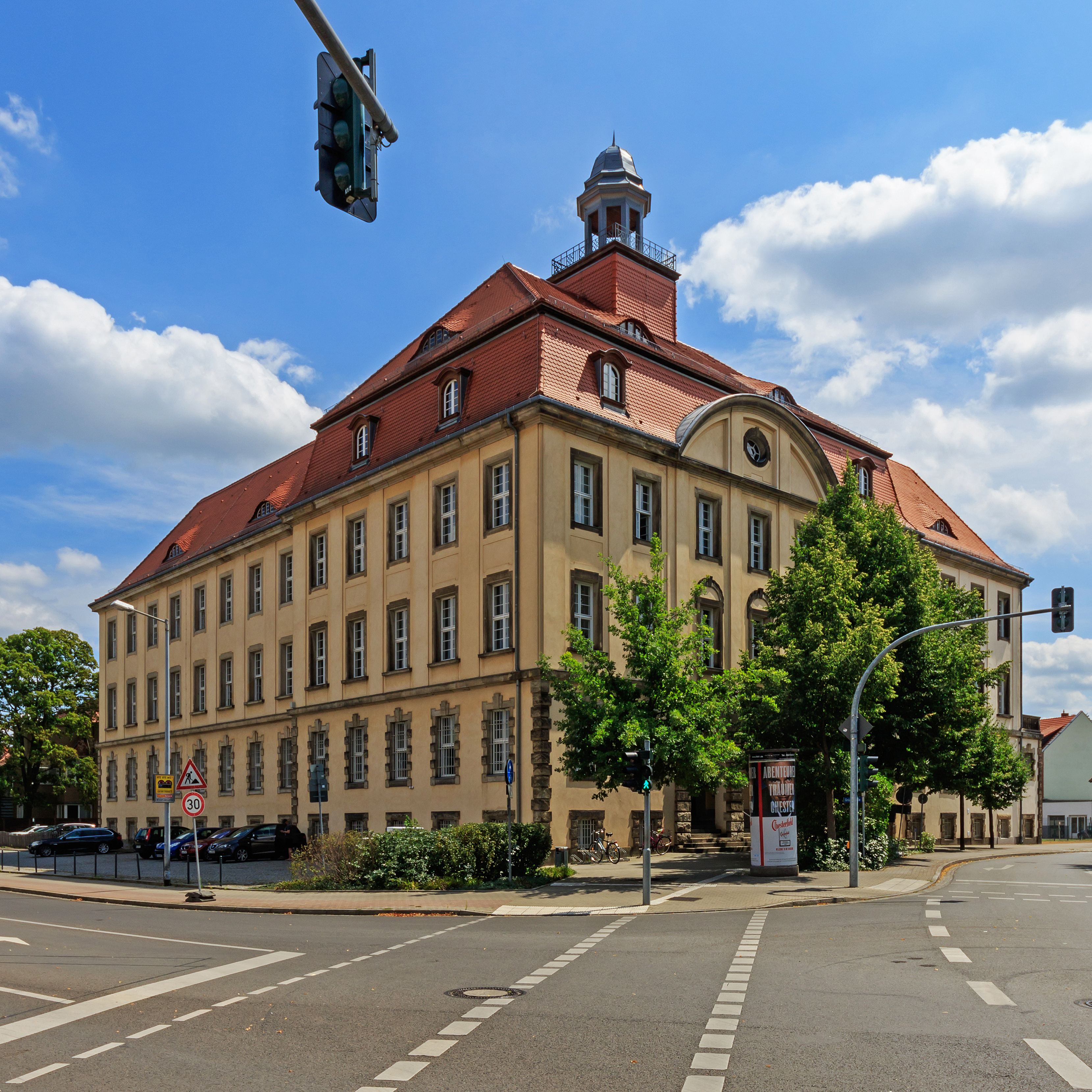
Tribunal
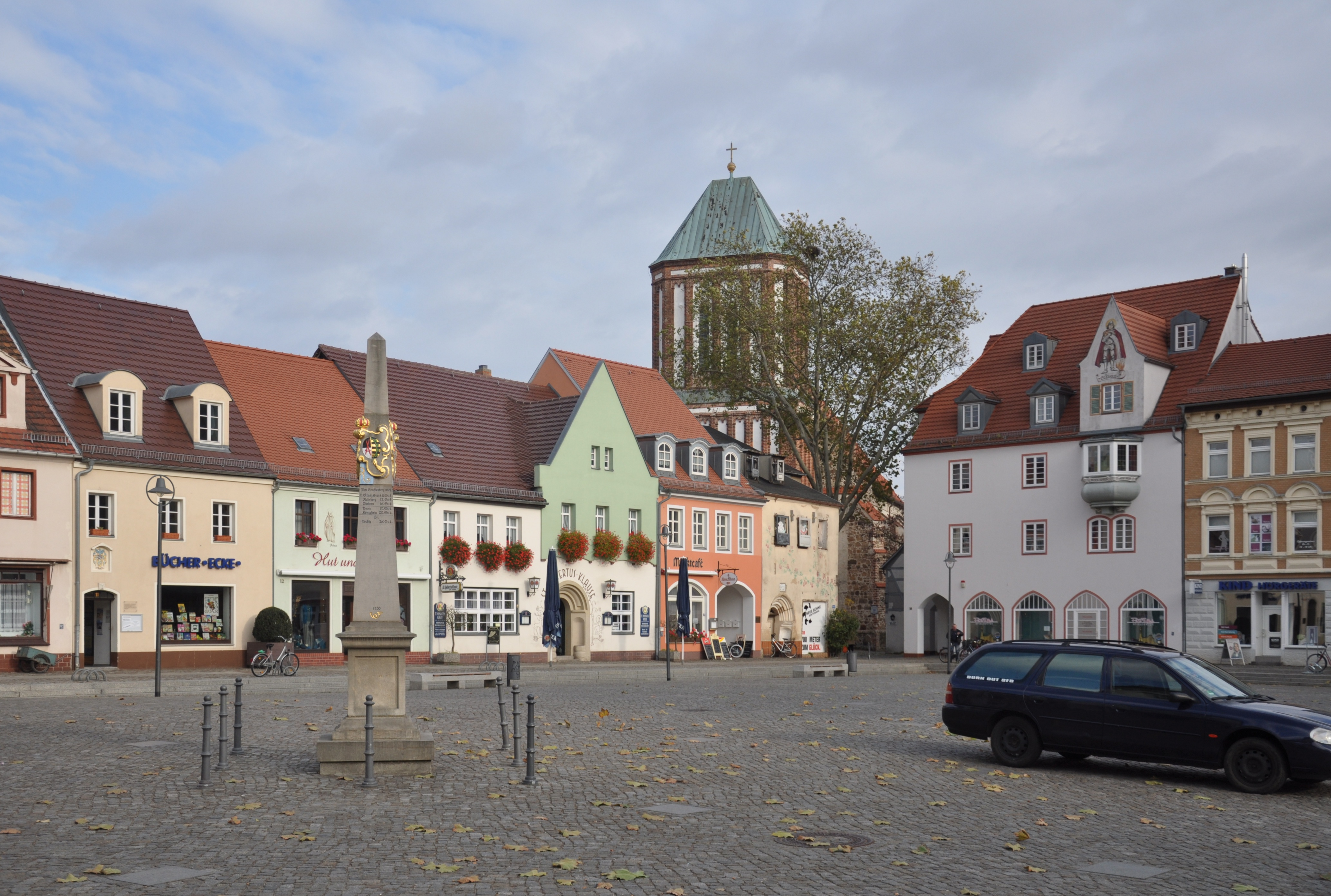
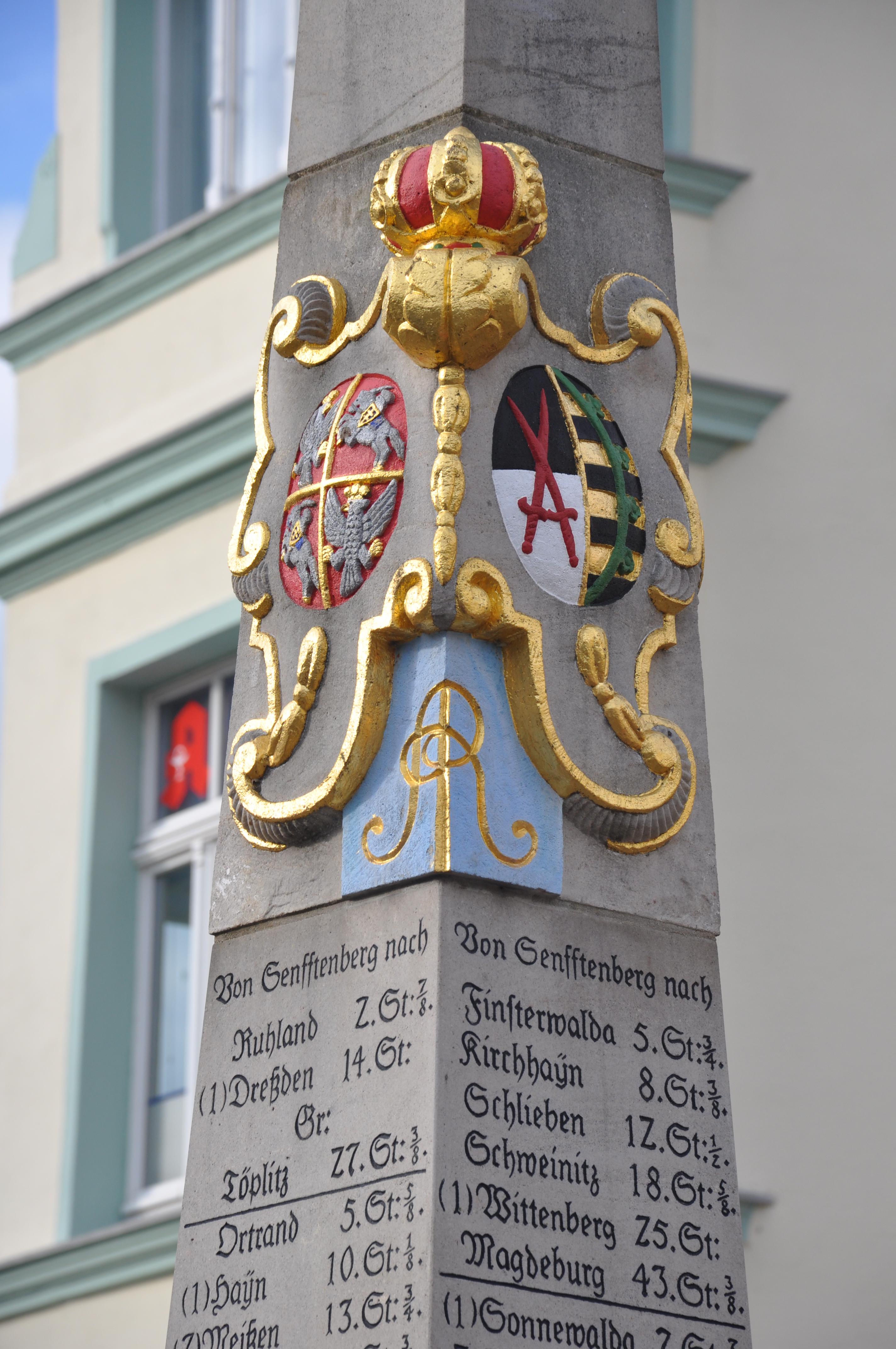

1. ↑  Alle politisch selbständigen Gemeinden mit ausgewählten Merkmalen am 31.12.2018 (4. Quartal) (în germană), Statistisches Bundesamt[*], arhivat din original la 10 martie 2019, accesat în 10 martie 2019
2. ↑  Bevölkerungsentwicklung und Flächen der kreisfreien Städte Landkreise und Gemeinden im Land Brandenburg - 2017 (în germană), Amt für Statistik Berlin-Brandenburg[*], accesat în 10 martie 2019